# Wielkanoc (wieś)
Wielkanoc – wieś w Polsce położona w województwie małopolskim, w powiecie miechowskim, w gminie Gołcza.
| SIMC    | Nazwa | Rodzaj    |
| ------- | ----- | --------- |
| 0319612 | Korea | część wsi |

W latach 1975–1998 miejscowość administracyjnie należała do województwa krakowskiego.

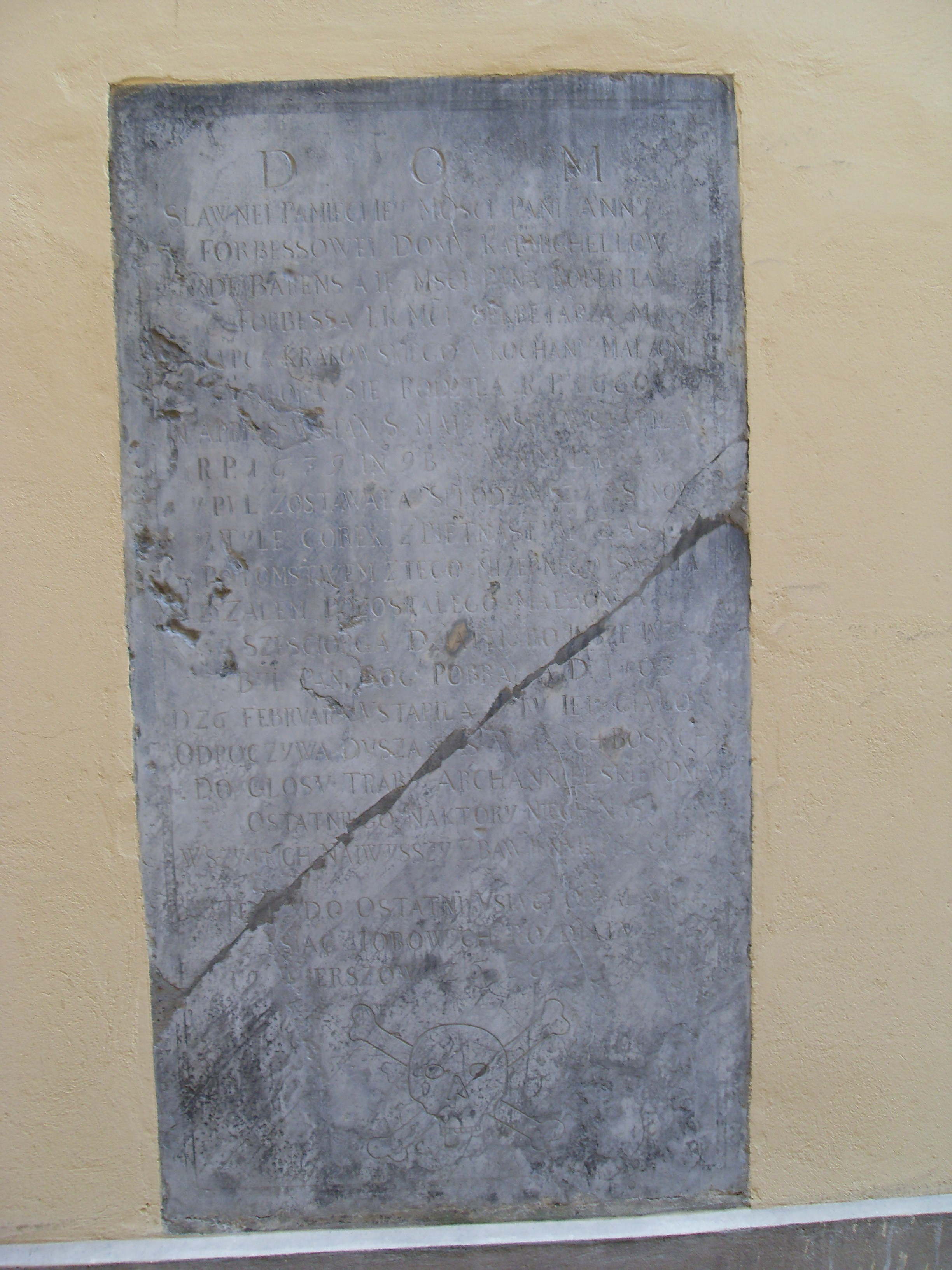
Epitafium ze zboru w Wielkanocy. Kraków kościół św. Marcina
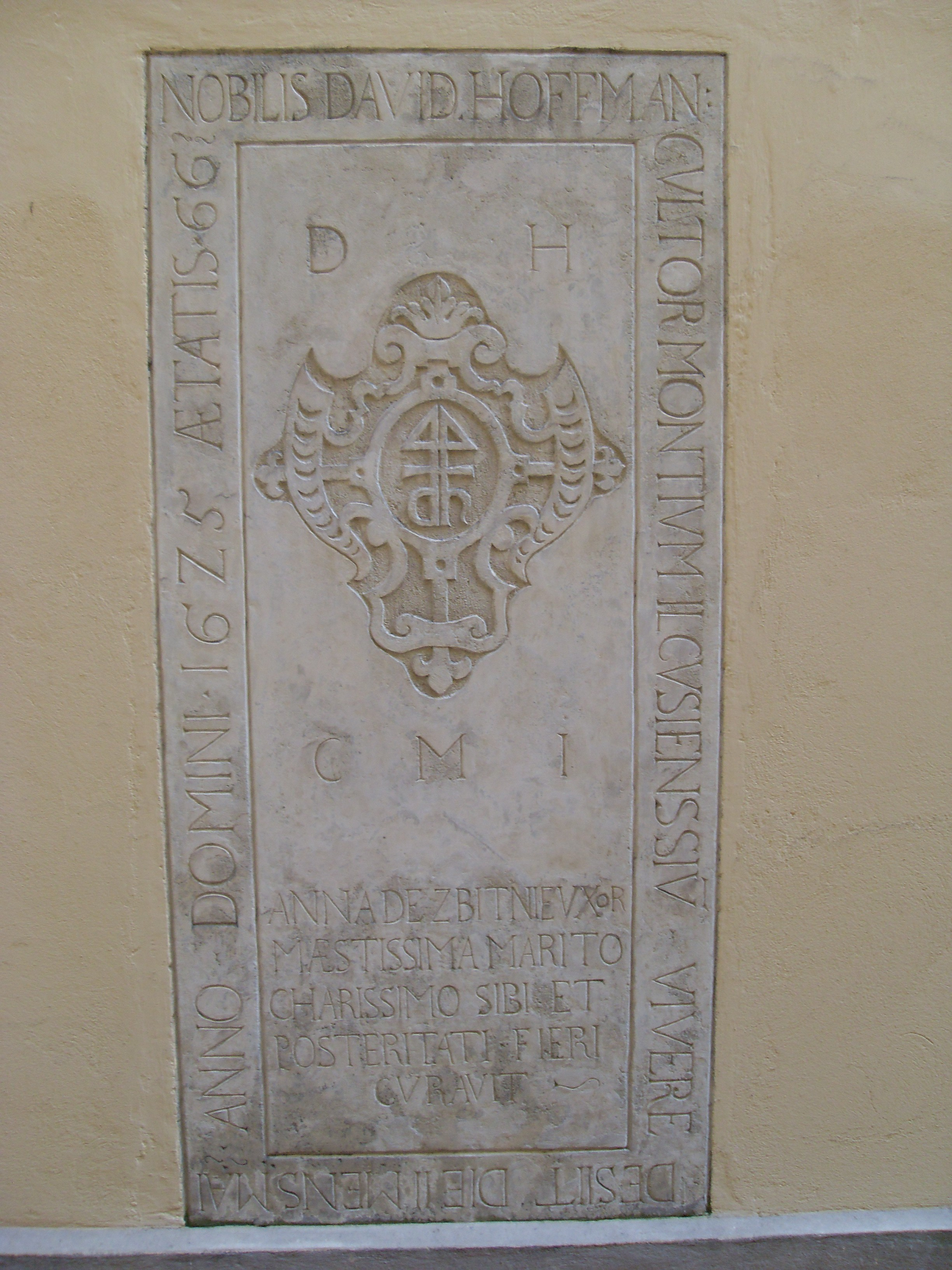
Epitafium ze zboru w Wielkanocy. Kraków kościół św. Marcina

Przez miejscowość płynie rzeka Gołczanka, która jest prawym dopływem Szreniawy.